# Грабіж Паскаля
У філософії грабіж Паскаля — це уявний експеримент, що демонструє проблему із задачею максимізації очікуваної корисності. Згідно задачі, раціональний агент повинен обирати дії, результати яких, зважені за ймовірністю, мають вищу корисність. Проте, деякі дуже малоймовірні результати можуть мати дуже високі показники корисності, і вони можуть зростати швидше, ніж зменшується ймовірність. Отже, агент повинен більше зосереджуватися на дуже малоймовірних випадках з неймовірно високою винагородою, що призводить спочатку до протиінтуїтивного вибору, а потім до неузгодженості, оскільки корисність кожного вибору стає необмеженою. Експеримент використовується задля критики утилітаризму та лонгтермізму зокрема, а також у дискусіях щодо узгодження штучного інтелекту.
Назва відсилається до парі Паскаля, але, на відміну від парі, вона не вимагає нескінченних винагород. Це дає змогу уникати багато зауважень щодо дилеми Паскаля про парі, які базуються на природі нескінченності.

## Постановка проблеми
Термін «грабіж Паскаля» для позначення цієї проблеми був спершу введений Еліезером Юдковським на форумі Less Wrong. Пізніше філософ Нік Бостром розробив уявний експеримент у формі вигаданого діалогу. Згодом інші автори опублікували власні продовження подій цього діалогу, у схожому літературному стилі.